# Aburire
Aburirea (TEHN.) este un tratament care constă în supunerea la acțiunea aburului a unor materiale sau a unor produse industriale pentru a le îmbunătăți calitățile sau pentru a accelera unele procese de prelucrare a lor.
Aburirea materialelor textile se efectuează cu scopul de a le pregăti pentru curățire sau vopsire, pentru relaxarea și înviorarea fibrelor, pentru fixarea dimensiunilor și a formei produselor finite etc.
Aburirea lemnului se efectuează în vederea uscării și colorării lui, a distrugerii ouălor și larvelor de insecte, a spălării substanțelor albuminoide și a măririi plasticității. Această aburire este necesară pentru prelucrarea ulterioară a lemnului (curbare, tăiere plană etc.).
Aburirea betonului se face pentru accelerarea întăririi lui ; se utilizează mai ales la confecționarea prefabricatelor.